# Emina Sarić
Emina Sarić, naivna umjetnica u tehnici slame. Rodom je bačka Hrvatica. Od 1987. članica HKPD Matija Gubec iz Tavankuta. 
Kad se 1980-ih aktivirala Likovna sekcija HKPD Matija Gubec, to je bila samo sekcija slamarki. Reaktivirale su se prijašnje "slamarke" Rozalija Sarić, Anica Balažević, Mara Ivković Ivandekić, Kata Rogić, Marga Stipić, Matija Dulić, a došle su i nove, kao Ana Crnković, Jozefina Skenderović, Marija (Franje) Dulić, Đurđica Stantić, Ivan Bašić Palković i dr. Godine 1986. Likovna je sekcija prerasla u Koloniju naive u tehnici slame. Sazivi tih kolonija su reafirmirali već prije poznate Katu Rogić, Mariju Ivković Ivandekić, Margu Stipić, Rozaliju Sarić, ali i nove članice kolonije, kao Jozefinu Skenderović, Anu Crnković, Mariju Dulić, Eminu Sarić, Mariju Vojnić i dr.